# Les Cowboys
Les Cowboys is een Franse film uit 2015, geregisseerd door Thomas Bidegain. De film ging in première op 18 mei op het Filmfestival van Cannes in de sectie Quinzaine des réalisateurs.

## Verhaal
Het is begin van de 21ste eeuw en Alain houdt zich als hobby bezig in een gemeenschap van cowboys in Frankrijk, samen met zijn zestienjarige dochter Kelly en haar jongere broer Kid. Als zijn dochter samen met haar geliefde, een radicaliserende moslim, naar Afghanistan verdwijnt, gaat hij samen met zijn zoon op zoek naar haar. Er volgt een jarenlange zoektocht waarbij Kid zijn jeugd opoffert om zijn vader te steunen.

## Rolverdeling
| Acteur                  | Personage |
| ----------------------- | --------- |
| François Damiens        | Alain     |
| Finnegan Oldfield       | Kid       |
| John C. Reilly          |           |
| Antonia Campbell-Hughes | Emma      |
| Ellora Torchia          | Shazhana  |
| Dani Sanchez-Lopez      | European  |